# Карл Штааф
Карл Густаф Вільгельм Штааф (швед. Karl Gustaf Vilhelm Staaf; нар. 6 квітня 1881 — пом. 15 лютого 1953) — шведський легкоатлет, олімпійський чемпіон з перетягування канату.

## Біографія
Народився 6 квітня 1881 року в Стокгольмі, Швеція.
Учасник II літніх Олімпійських ігор 1900 року в Парижі (Франція). Змагався в чотирьох легкоатлетичних дисциплінах за Швецію, а також у перетягуванні канату за змішану команду. У єдиному поєдинку змагань змішана дансько-шведська команда перемогла команду Франції й виборола золоті олімпійські медалі.
Помер 15 лютого 1953 року в Мутала, лен Естерйотланд, Швеція

## Результати виступів
| Олімпійські ігри | Вид спорту           | Дисципліна                          | Команда         | Місце     |
| ---------------- | -------------------- | ----------------------------------- | --------------- | --------- |
| Париж 1900       | Легка атлетика       | чоловіки, метання молота            | Швеція          | 5         |
| Париж 1900       | Легка атлетика       | чоловіки, стрибки з жердиною        | Швеція          | 7         |
| Париж 1900       | Легка атлетика       | чоловіки, потрійний стрибок         | Швеція          | невідомий |
| Париж 1900       | Легка атлетика       | чоловіки, потрійний стрибок з місця | Швеція          | невідомий |
| Париж 1900       | Перетягування канату | чоловіки, перетягування канату      | Змішана команда | 1         |